# Алијанса либерала и демократа за Европу
Алијанса либерала и демократа за Европу (енгл. Alliance of Liberals and Democrats for Europe — ALDE) била је  парламентарна група у Европском парламенту од 2004. до 2019., коју чине посланици из двије европске политичке странке, Савезa либерала и демократа за Европу и Европске демократске партије, које заједно чине Алијансу либерала и демократа за Европу.
АЛДЕ група води своје незванично поријекло од септембра 1952. године и првог састанка претходника Парламента, Заједничке скупштине Европске заједнице за угаљ и челик. Основана као експлицитно либерална група, проширила је своју надлежност како би покрила различите традиције сваке нове државе чланице како су приступиле Унији, прогресивно мијењајући име у том процесу. Њен непосредни претходник била је Група европских либералних демократа и реформских партија.
АЛДЕ група је била четврта по величини група у осмом мандату Европског парламента, а раније је учествовала у неформалној коалицији са ЕПП-ом током Шестог парламента (2004–2009). Проевропска платформа АЛДЕ је била подршка економији слободног тржишта и гурала се за европску интеграцију и јединствено европско тржиште.
Дана 12. јуна 2019. објављено је да ће група насљедница у савезу са La République En Marche! бити преименована у Renew Europe.

## Историја
АЛДЕ група води своје незванично поријекло од либералних чланова присутних на првом састанку Заједничке скупштине Европске заједнице за угаљ и челик 10. септембра 1952, али је Група званично основана као Група либерала и савезника 23. јуна 1953. године. on 23 June 1953.
Како је Скупштина прерасла у Парламент, француски голисти су се одвојили од Групе 21. јануара 1965. и Група је започела процес промјене имена како би одговарала либералним/центристичким традицијама нових држава чланица, прво у Либерална и демократска група 1976, затим Либерална и демократска реформистичка група 13. децембра 1985, затим Група Европске либерално-демократске и реформске партије 19. јула 1994.  године да би одговарао истоименој европској политичкој партији.
Године 1999, Група се удружила са Групом Европске народне странке како би формирала неформалну коалицију за Пети парламент. То је укључивало подршку кандидата ЕПП-а за предсједника парламента 1999. и кандидата АЛДЕ 2002. То је значило да је Група обезбиједила свог првог предсједника Европског парламента још од Сајмона Вила, када је Пат Кокс изабран на ту функцију да служи другу половину петогодишњег мандата парламента. Овај аранжман је прекинут након избора 2009. године, када су ЕПП и социјалистичка С&Д група формирале неформалну велику коалицију.
Дана 13. јула 2004, Група је одобрила препоруку да се уједини са посланицима ЕПП из центристичке политичке партије на европском нивоу под називом Европска демократска партија (ЕДП) коју су основали Унија за француску демократију Франсоа Бајруа, Лабуристичкa партијa Литваније и Бела Рада — Демократија је слобода.